# Бан, Олга
Олга (Ольга) Бан (серб. Олга Бан / Olga Ban; 26 июня 1926, Заречье близ Пазина — 8 октября 1943, Пазин) — югославская партизанка, участница Народно-освободительной войны Югославии. Народный герой Югославии.

## Биография
Родилась 26 июня 1926 в селе Заречье в Истрии. Не окончила среднюю школу из-за проблем в семье, помогала отцу, который по профессии был портным. В 1941 году во время войны ушла в партизанские войска, спрятавшись в лагере. Оказывала помощь партизанам, собирая различные средства на нужды партизанской армии. Лично шила форму солдатам, доставляла сообщения, закупала продовольствие и лекарства. В знак заслуг была принята в Компартию 16 июня 1943 года вместе с отцом.
Несла службу в рядах партизан Словенского Приморья. В мае 1943 года вернулась в родное село, помогая подросткам и женщинам, служившим в отрядах. 8 октября 1943 была арестована вместе с родителями и братом. Брата и мать депортировали в концлагерь Дахау, а Ольгу с отцом без суда и следствия расстреляли. Перед казнью ей предложили попросить о помиловании, поскольку ей не было 18 лет, но она отказалась, заявив:

Ни одна молодая коммунистка никогда не попросит об этом.
Оригинальный текст (серб.)Једна млада скојевка не мијења се никад.

3 декабря 1943 в газете «Глас Истре» (серб. Голос Истрии) вышла заметка о гибели Ольги и её отца. В частности, в газете писалось:

Пошли они трудиться в Истрии и ради Истрии, за свободу, за наш народ; пошли они в бой, и теперь уже не вернутся. Швабские фашистские разбойники расстреляли их. Товарищ Бан и дочь его принесли себя в жертву, отдав свои жизни за Истрию, за свободу, за свой народ.
Оригинальный текст (серб.)Пошли су да раде у Истри за Истру, за слободу, за наш народ, пошли су у борбу, и сада их више нема. Швапски фашистички разбојници су их стријељали. Друг Бан и његова кћи дали су највећу жртву, дали су животе своје за Истру, за слободу, за свој народ.

Указом Иосипа Броза Тито 26 сентября 1973 Ольге посмертно присвоили звание Народного героя Югославии.